# Onthophagus exasperatus
Onthophagus exasperatus là một loài bọ cánh cứng trong họ Bọ hung (Scarabaeidae).